# Folgers
Folgers es una marca de café de Estados Unidos, sus productos son fabricados por la empresa Procter & Gamble.

## Historia
Folger Coffee Company fue fundada por J. A. Folger en San Francisco, California en el siglo XIX. James vino a San Francisco desde Nantucket Island, durante la Fiebre del Oro de California. A mediados del siglo XX, bajo el liderazgo de su nieto, esta se convirtió en una de las mayores compañías de café en América del Norte, siendo tradicionalmente la principal marca de café de los Estados Unidos. P & G adquirió la compañía en 1963.